# Discografia di Slash
La discografia di Slash, chitarrista hard rock statunitense, è composta da cinque album in studio, cinque dal vivo, due EP, una colonna sonora e otto singoli, pubblicati tra il 2009 e il 2022.

## Discografia

### Album in studio
| Anno | Titolo | Classifiche | Classifiche | Classifiche | Classifiche | Classifiche | Classifiche | Classifiche | Classifiche | Classifiche | Classifiche | Certificazioni                                                    |
| Anno | Titolo | USA         | AUS         | AUT         | CAN         | GER         | ITA         | NZL         | SWE         | SWI         | UK          | Certificazioni                                                    |
| ---- | --- | ----------- | ----------- | ----------- | ----------- | ----------- | ----------- | ----------- | ----------- | ----------- | ----------- | ----------------------------------------------------------------- |
| 2010 | Slash - Pubblicato: 31 marzo 2010 - Etichetta: Dik Hayd - Formati: CD, 2 CD+DVD, 2 LP, download digitale                                                               | 3           | 3           | 1           | 1           | 4           | 6           | 1           | 1           | 3           | 17          | - AUS: Platino - CAN: Platino - ITA: Oro - NZL: Platino - UK: Oro |
| 2012 | Apocalyptic Love (featuring Myles Kennedy & The Conspirators) - Pubblicato: 22 maggio 2012 - Etichetta: Dik Hayd - Formati: CD, 2 CD+DVD, 2 LP, download digitale      | 4           | 2           | 3           | 2           | 5           | 3           | 1           | 4           | 3           | 12          | - AUS: Oro - NZ: Oro - UK: Argento                                |
| 2014 | World on Fire (featuring Myles Kennedy & The Conspirators) - Pubblicato: 15 settembre 2014 - Etichetta: Dik Hayd - Formati: CD, 2 LP, download digitale                | 10          | 2           | 5           | 4           | 2           | 3           | 4           | 1           | 1           | 7           |                                                                   |
| 2018 | Living the Dream (featuring Myles Kennedy & The Conspirators) - Pubblicato: 21 settembre 2018 - Etichetta: Snakepit, Roadrunner - Formati: CD, 2 LP, download digitale | 27          | 4           | 2           | 24          | 6           | 3           | 15          | 4           | 1           | 4           |                                                                   |
| 2022 | 4 (featuring Myles Kennedy & The Conspirators) - Pubblicato: 11 febbraio 2022 - Etichetta: BMG, Gibson - Formati: CD, 2 LP, MC, download digitale                      | 93          | 2           | 4           | 67          | 2           | 15          | 20          | 9           | 2           | 5           |                                                                   |

### Album dal vivo
| Anno                                                                                               | Titolo | Classifiche | Classifiche | Classifiche | Classifiche | Classifiche | Classifiche | Classifiche |
| Anno                                                                                               | Titolo | USA         | USA Hard    | USA Ind.    | USA Rock    | AUT         | GER         | SWI         |
| -------------------------------------------------------------------------------------------------- | --- | ----------- | ----------- | ----------- | ----------- | ----------- | ----------- | ----------- |
| 2010                                                                                               | Live in Manchester 3 July 2010 (feat. Myles Kennedy) - Pubblicato: 3 luglio 2010 - Etichetta: Dik Hayd - Formati: CD, download digitale                                | —           | —           | —           | —           | —           | —           | —           |
| 2011                                                                                               | Made in Stoke 24/7/11 (feat. Myles Kennedy) - Pubblicato: 14 novembre 2011 - Etichetta: Armoury - Formati: 2 CD, 3 LP, 2 CD+DVD, download digitale                     | 194         | 8           | 29          | 33          | 74          | 40          | 80          |
| 2015                                                                                               | Live at the Roxy 9.25.14 (featuring Myles Kennedy & The Conspirators) - Pubblicato: 15 giugno 2015 - Etichetta: Armoury - Formati: 2 CD, 3 LP, download digitale       | —           | —           | —           | —           | 69          | 29          | 60          |
| 2019                                                                                               | Living the Dream Tour (featuring Myles Kennedy & The Conspirators) - Pubblicato: 20 settembre 2019 - Etichetta: Eagle Records - Formati: 2 CD, 3 LP, download digitale | —           | —           | —           | —           | —           | 27          | 42          |
| 2022                                                                                               | Live at Studios 60 (featuring Myles Kennedy & The Conspirators) - Pubblicato: 18 giugno 2022 - Etichetta: BMG, Gibson - Formati: 2 LP                                  | —           | —           | —           | —           | —           | —           | —           |
| "—" indica una pubblicazione che non si è classificata o che non è stata pubblicata in quel Paese. | |             |             |             |             |             |             |             |

### Extended play
| Anno | Titolo |
| ---- | --- |
| 2010 | iTunes Session - Pubblicato: 28 dicembre 2010 - Etichetta: Dik Hayd - Formati: Download digitale                                |
| 2012 | Apocalyptic Hammer (featuring Myles Kennedy & The Conspirators) - Pubblicato: maggio 2012 - Etichetta: Roadrunner - Formati: CD |

### Colonne sonore
| Anno | Titolo                                                                                     |
| ---- | ------------------------------------------------------------------------------------------ |
| 2013 | Nothing Left to Fear - Pubblicato: 15 settembre 2013 - Etichetta: Dik Hayd - Formati: 2 LP |

### Singoli
| Anno                                                                                               | Titolo                                                           | Classifiche | Classifiche | Classifiche | Classifiche | Classifiche | Album di provenienza |
| Anno                                                                                               | Titolo                                                           | CAN         | GER         | JPN         | US Main.    | US Rock     | Album di provenienza |
| -------------------------------------------------------------------------------------------------- | ---------------------------------------------------------------- | ----------- | ----------- | ----------- | ----------- | ----------- | -------------------- |
| 2009                                                                                               | Sahara (feat. Koshi Inaba)                                       | —           | —           | 6           | —           | —           | Slash                |
| 2010                                                                                               | By the Sword (feat. Andrew Stockdale)                            | 78          | —           | 80          | 28          | 41          | Slash                |
| 2011                                                                                               | Beautiful Dangerous (feat. Fergie)                               | 58          | 90          | —           | —           | —           | Slash                |
| 2012                                                                                               | You're a Lie (featuring Myles Kennedy & The Conspirators)        | 80          | —           | —           | 1           | 12          | Apocalyptic Love     |
| 2012                                                                                               | Bad Rain (featuring Myles Kennedy & The Conspirators)            | —           | —           | —           | —           | —           | Apocalyptic Love     |
| 2014                                                                                               | World on Fire (featuring Myles Kennedy & The Conspirators)       | —           | —           | —           | 1           | 43          | World on Fire        |
| 2021                                                                                               | The River Is Rising (featuring Myles Kennedy & The Conspirators) | —           | —           | —           | 8           | —           | 4                    |
| 2022                                                                                               | April Fool (featuring Myles Kennedy & The Conspirators)          | —           | —           | —           | —           | —           | 4                    |
| "—" indica una pubblicazione che non si è classificata o che non è stata pubblicata in quel Paese. |                                                                  |             |             |             |             |             |                      |

## Collaborazioni
- 1988 – Black & White – Rainbow Bar and Girls – "Rainbow Bar and Girls"
- 1988 – Alice Cooper – The Decline of Western Civilization Part II: The Metal Years – "Under My Wheels"
- 1988 – Sam Kinison – Wild Thing – "Have You Seen Me Lately?"
- 1990 – Iggy Pop – Brick By Brick – "Home"
- 1991 – Lenny Kravitz – Mama Said – "Fields of Joy"; "Always on the Run"
- 1991 – Alice Cooper – Hey Stoopid – "Hey Stoopid"
- 1991 – Michael Jackson – Dangerous – "Black or White"; "Give In to Me"
- 1992 – Motörhead – March ör Die – "Ain't No Nice Guy"; "You Better Run"
- 1992 – Spinal Tap – Break Like the Wind – "Break Like the Wind"
- 1993 – Paul Rodgers – Muddy Water Blues: Tribute to Muddy Waters – "The Hunter"
- 1993 – Duff McKagan – Believe in Me – "Believe in Me"; "Just Not There"
- 1994 – Paul Rodgers – Stone Free: A Tribute To Jimi Hendrix – "I Don't Live Today"
- 1994 – Gilby Clarke – Pawnshop Guitars – "Cure Me...Or Kill Me..."; "Tijuana Jail"
- 1995 – Alice Cooper – Classicks
- 1995 – Colonna sonora – Jackie Brown – "Jizz Da Pitt"
- 1995 – Mario Peebles – Panthers Soundtrack – "The Star Spangled Banner"
- 1995 – Michael Jackson – HIStory – "D.S."
- 1996 – Marta Sánchez – Curdled Soundtrack – "Obsession Confession"
- 1997 – Michael Jackson – Blood on the Dance Floor: HIStory in the Mix – "Morphine"
- 1997 – Alice Cooper – A Fistful of Alice – "Lost in America"; "Only Women Bleed"; "Elected"
- 1997 – Sammy Hagar – Marching to Mars – "Little White Lie"
- 1997 – Blackstreet – Another Level – "Fix"
- 1997 – Marta Sánchez – Azabache – "Moja mi Corazón"
- 1997 – Insane Clown Posse – The Great Milenko – "Halls of Illusions"
- 1998 – Ella – El – "Bayangan"
- 1999 – Chic – Live at the Budokan – "Le Freak"; "Stone Free"
- 1999 – Graham Bonnet – Day I Went Mad – "Oh! Darling"
- 1999 – Duff McKagan – Beautiful Disease – "Hope"; "Mezz"
- 1999 – Alice Cooper – The Life and Crimes of Alice Cooper
- 2000 – Doro – Calling the Wild – "Now or Never"
- 2001 – Sebastian Bach – Bach 2: Basics
- 2001 – Rod Stewart – Human – "Human"; "Peach"
- 2001 – Cheap Trick – Silver – "You're All Talk"
- 2001 – Michael Jackson – Invincible – "Privacy"
- 2001 – Bad Company – Merchants of Cool – "Wishing Well"; "Crossroads"
- 2001 – Ronnie Wood – Far East Man – "Assorted Songs"
- 2002 – Ray Charles – Ray Charles Sings for America – "God Bless America Again"
- 2003 – Steve Lukather – Santamental
- 2003 – Elán – Street Child – "Street Child"
- 2003 – The Yardbirds – Birdland – "Over, Under, Sideways, Down"
- 2003 – Matt Sorum – Hollywood Zen – "The Blame Game"
- 2003 – Robert Evans – The Kids Stay In The Picture Soundtrack – "Love Theme From The Godfather"
- 2005 – Ray Charles – More Music from Ray – "Baby Let Me Hold Your Hand (version 2003)"
- 2005 – Eric Clapton – Save The Children Benefit Single – "Tears In Heaven"
- 2005 – The Beatles – Benefit Single for the 2004 Indian Ocean earthquake – "Across the Universe"
- 2006 – Daughtry – Daughtry – "What I Want"
- 2006 – Paulina Rubio – Ananda – "Nada Puede Cambiarme"
- 2006 – Derek Sherinian – Blood of the Snake – "In the Summertime"
- 2006 – The Fast and the Furious: Tokyo Drift (Original Motion Picture Soundtrack) – "Mustang Nismo"
- 2006 – The Fast and the Furious: Tokyo Drift (Original Score) – "Welcome to Tokyo"
- 2006 – Sarah Kelly – Where the Past Meets Today – "Still Breathing"; "Out of Reach"
- 2008 – Alice Cooper – Along Came a Spider – "Vengeance is Mine"
- 2008 – Vasco Rossi – Il mondo che vorrei – "Gioca con me"
- 2009 – Brüno (Original score) – "Brüno"; "Dove of Peace"
- 2009 – Jerry Lee Lewis – Mean Old Man – "Rockin' My Life Away"
- 2009 – Rihanna – Rated R – "Rockstar 101"
- 2010 – Beth Hart – Download to Donate for Haiti – "Mother Maria"
- 2010 – Macy Gray con Duff McKagan e Matt Sorum – The Sellout – "Kissed It"
- 2010 – Global Sound Lodge – Hands Together – "Hands Together"
- 2013 – The Dead Daisies – The Dead Daisies – "Lock 'n' Load"
- 2015 – Hollywood Vampires – Hollywood Vampires – "School's Out/Another Brick in the Wall Part 2"